# ATP Buenos Aires 1978
L'ATP Buenos Aires 1978 è stato un torneo di tennis giocato sulla terra rossa. È stata la 50ª edizione del torneo, che fa parte del Colgate-Palmolive Grand Prix 1978.Si è giocato a Buenos Aires in Argentina dal 20 al 26 novembre 1978.

## Campioni

### Singolare maschile
José Luis Clerc ha battuto in finale  Víctor Pecci con il punteggio di 6–4, 6–4

### Doppio maschile
Chris Lewis /  Van Winitsky hanno battuto in finale  José Luis Clerc /  Belus Prajoux con il punteggio di 6–4, 3–6, 6–0